# Felix Langer (Schriftsteller)
Felix Langer (geboren 18. Juni 1889 in Brünn, Österreich-Ungarn; gestorben 4. Juni 1979 in London) war ein deutschsprachiger Schriftsteller, Dramatiker, Journalist und Theaterkritiker, der in Deutschland, der Tschechoslowakei und Großbritannien lebte. Er schrieb auch unter dem Pseudonymen Abranto und Felix Abranto.

## Leben
Felix Langer wurde als Sohn eines mährischen Kaufmanns und der Antonie Schwarz geboren. Seine Mutter und seine vier Geschwister wurden Opfer des Holocaust. Langer besuchte das Gymnasium in Brünn und studierte Rechtswissenschaft in Wien. Er wurde 1914 promoviert. Von 1915 bis 1918 war er Soldat im Ersten Weltkrieg. Ab 1920 bis 1933 war er in Berlin als Theaterkritiker und Schriftsteller tätig. Langer gab als Vorstandsmitglied der Dramatikervereinigung Deutscher Bühnenklub deren gleichnamige Monatsschrift heraus.
1933 emigrierte er in die Tschechoslowakei. Dort arbeitete er an verschiedenen Exilzeitungen mit und engagierte sich literarisch gegen Rassenhass und Antisemitismus. Im Mai 1939 flüchtete er nach London, wo er bis zu seinem Tod als Dramatiker, Erzähler und Autor von Hörspielen lebte.

## Werke (Auswahl)
- Träumerei, Dresden 1909
- Lore Ley, München 1913
- Das böse Schicksal, München 1914
- Der Obrist, Weimar 1923
- Münchhausens Verwandlung, Weimar 1924
- Erotische Passion, Berlin 1926
- Jubiläumsalmanach, Berlin 1928
- Die Königin, Berlin 1932
- Die Protokolle der Weisen von Zion: Rassenhass und Rassenhetze : ein Vortrag. Wien : Saturn, 1934
- Stepping stones to peace, London 1943
- Licht im Zwielicht, Henn, 1978